# 小原バスストップ
小原バスストップ（こばるバスストップ）とは、熊本県玉名郡南関町小原の九州自動車道にある高速バス停。
南関町で唯一の高速道路上のバス停である。同町内にある南関ICおよび玉名PAにはバス停は併設されておらず、両施設のほぼ中間にある小原地区にバス停が設けられた。

## 利用可能なバス路線
| 路線愛称           | 運行会社                | 下り線側方面           | 上り線側方面                               |
| ------------------ | ----------------------- | ---------------------- | ------------------------------------------ |
| ひのくに号（各停） | 九州産交バス 西日本鉄道 | 菊水IC・西合志・桜町BT | 山川・高速基山・福岡空港（国内線・国際線） |

## 周辺
- 県道4号玉名八女線
- 産交バス小原バス停（最寄の路線バス停留所）
- 南関町立南関中学校

## 隣のバス停
E3 九州自動車道 山川BS - 小原BS - 菊水IC/BS